# Carl Bernhard von Trinius
Carl Bernhard von Trinius (Eisleben, 6 marzo 1778 – San Pietroburgo, 12 marzo 1844) è stato un botanico e medico tedesco.

## Biografia
Studiò medicina in diverse università, conseguendo il dottorato in medicina presso l'Università di Gottinga nel 1802. Nel 1808, dopo il tempo trascorso come medico a Aizpute, fu il medico personale di Antoinette, duchessa di Württemberg,  fino a 16 anni. Durante questo periodo, viaggiò molto, in particolare in Germania e Russia. A San Pietroburgo, diventò un buon amico dello scrittore tedesco Ernst Moritz Arndt. Dopo la morte della duchessa nel 1824, rimase a San Pietroburgo come medico imperiale, e con una pratica medica, si occupò di botanica presso l'Accademia delle Scienze.
Dal 1829 al 1833, insegnò scienze naturali per il futuro monarca russo, Alessandro II di Russia. Nel 1836-1838, intraprese un viaggio scientifico a Berlino, Lipsia, Halle, Vienna, Monaco di Baviera e Dresda, dalla quale studiò varie collezioni botaniche.
Come medico, è conosciuto per il suo approccio omeopatico (in particolare dopo il 1830). Come botanico, invece, Trinius era uno specialista in Poaceae e descrisse molte specie, tra cui Agrostis pallens, Cenchrus agrimonioides e Festuca subulata. Il genere Trinia e la specie Trinia glauca furono chiamati in suo onore. Il cosiddetto Herbarium Trinii (una raccolta di circa 4 000-5 000 piante) è stato lasciato in eredità al museo botanico di San Pietroburgo.
Fu autore di numerosi saggi nel campo della botanica. Tra le sue pubblicazioni più conosciute vi erano la Specie graminum, iconibus et descriptionibus illustr. (Vol. I, 1828; Vol. II, 1829; Vol. III, 1836). Dopo la sua morte, la raccolta di poesie di Trinius fu pubblicata come Gedichte ("Poesie", Berlino 1848).